# Східний нафтогазоносний регіон України
Східний нафтогазоносний регіон України — охоплює лівобережжя Дніпра. В адміністративному плані включає Чернігівську, Сумську, Полтавську, Дніпропетровську, Харківську, Луганську та частково Донецьку області. Його площа становить 101 800 км².

## Загальний опис
Регіон представляє Дніпровсько-Донецька нафтогазоносна область, яка є частиною Прип'ятсько-Донецької нафтогазоносної провінції. Практично всі розвідані запаси та прогнози на майбутні відкриття пов'язані з відкладами палеозою. На крайньому північному заході відомі лише родовища нафти, на південному сході — природного газу.
Східний нафтогазоносний регіон України містить близько 85% запасів природного газу та близько 61% видобувних запасів нафти України. Станом на 2004 рік тут відкрито 205 родовищ вуглеводнів (180 з них включені до Державного балансу). Початкові видобувні запаси регіону складають близько 3410 млн т умовного палива.
- Мезозойський комплекс охоплює 11 покладів нафти і газу у відкладах юри та тріасу (1,5% розвіданих запасів вуглеводнів),
- Верхньокам'яновугільно-пермський комплекс — 45 покладів, 26 родовищ (близько 57% розвіданих запасів газу, 39% — нафти),
- Середньокам'яновугільний комплекс — 165 покладів, 54 родовища (5% розвіданих запасів вуглеводнів),
- Серпуховський комплекс — 164 поклади, 68 родовищ (8,3 % розвіданих запасів вуглеводнів),
- Верхньовізейський комплекс — 332 Поклади, 119 родовищ (близько 25% розвіданих запасів вуглеводнів),
- Турнейсько-нижньовізейський комплекс — 83 Поклади, 70 родовищ (близько 9% розвіданих запасів вуглеводнів),
- Девонський комплекс — 8 родовищ (менше ніж 1% запасів вуглеводнів), докембрійський комплекс — 4 родовища.

Східний нафтогазоносний регіон України включає:
- Монастирищенсько-Софіївський нафтоносний район
- Талалаївсько-Рибальський нафтогазоносний район
- Глинсько-Солохівський газонафтоносний район
- Антонівсько-Білоцерківський нафтогазоносний район
- Рябухинсько-Північно-Голубівський газоносний район
- Машівсько-Шебелинський газоносний район
- Руденківсько-Пролетарський нафтогазоносний район
- Співаківський газоносний район
- Кальміус-Бахмутський газоносний район
- Красноріцький газоносний район
- Північного борту нафтогазоносний район

## Історія освоєння регіону
Перші прямі ознаки нафти в Дніпровсько-Донецькій западині були виявлені в 1935 році при пошуковому бурінні на калійні солі геологічною партією АН УРСР на г. Золотусі, біля східної околиці м. Ромни Сумської області. В пошуковій свердловині №2, з глибини 28 м було отримано близько 2 т нафти. Пізніше, у 1939 році з неї отримано промисловий приплив нафти, і, таким чином, відкрите перше нафтове родовище в межах Східного нафтогазоносного регіону. Поклад містився в кепроці Роменського соляного штоку. Відразу після відкриття родовища були створені спеціалізовані установи для проведення цілеспрямованих геолого-геофізичних робіт з метою пошуків родовищ нафти і газу. Основна увага приділялась вивченню геологічних умов, аналогічних Ромненській структурі (Висачківський та Дмитрівський соляні куполи). Проте, як показало пошукове буріння, цей напрям виявився малоефективним. З 1945 року геологами була обґрунтована необхідність вивчення нафтогазоносності криптодіапірових структур, що підтвердилося відкриттям у 1950 році Радченківського нафтогазового та унікального Шебелинського газоконденсатного родовищ. Це стало поштовхом до нарощування темпів пошуково-розвідувальних робіт, особливо в перші п'ятнадцять років.
З 1950 по 1970 роки в різних тектонічних зонах ДДЗ на території від Чернігівської до Луганської областей було відкрито 34 родовища, серед них такі, як уже згадуване Шебелинське та великі нафтогазоконденсатні Качанівське, Глинсько-Розбишівське, Гнідинцівське, Леляківське, Рибальське та ін. Вже у 1962 році Дніпровсько-Донецька нафтогазоносна область дала більшу частину видобутої в Україні нафти, а в 1964 — і газу. З цього часу Східний регіон залишається провідним в Україні за запасами і видобутком вуглеводнів. Обсяги глибокого буріння постійно зростали. Максимального значення вони досягли у 1967 році (358 900 м погонних). Саме в цей час пошуково-розвідувальні роботи переходять на глибини 3000-5000 м. Стрімко збільшувалися обсяги сейсморозвідувальних робіт з використанням методу МСГТ. Вивчення і промислова оцінка похованих структур і насамперед міжкупольних складок Машівсько-Шебелинського газоносного району привели до численних відкриттів, у тому числі великих Єфремівсько-го, Західно-Хрестищенського, Яблунівського, Котелевського, Березівського та інших родовищ. Суттєво змінився розподіл розвіданих запасів за глибинами. З 1970 році у зв'язку з постійно зростаючим дефіцитом пошукових об'єктів була успішно розпочата промислова оцінка малоамплітудних піднять на малих та середніх глибинах. Це дозволило повернутися до ділянок, де вже проводилися геологорозвідувальні роботи, і завдяки перегляду матеріалів досліджень виявити значну кількість нових об'єктів. У результаті було відкрито рентабельні для видобутку вуглеводнів Суходолівське, Юр'ївське, Виноградівське, Бережівське та інші родовища.
Перша спроба пошуків покладів вуглеводнів у пастках неантиклінального типу (Північно-Голубівське родовище, 1960) була невдалою і надовго загальмувала ці роботи. Надалі досвід набувався переважно шляхом побіжного вивчення цих об'єктів. Тільки з середини вісімдесятих років минулого століття почалися їх цілеспрямовані підготовка і введення в глибоке буріння, зокрема на схилах від'ємних структур третього порядку. Відкриття Волошківського та інших родовищ підтвердило ефективність цього напряму робіт. З кінця 90-х років 20-го століття розпочато освоєння нової перспективної території - північного борту ДДЗ. Тут нафтогазоносними виявилися не лише відклади палеозою, але й утворення кристалічного фундаменту Східноєвропейської платформи, з яких отримані промислові припливи вуглеводнів на Хухрянській та Юліївській площах. Розробка, вдосконалення і впровадження в практику нових технологій сейсморозвідки, вибір оптимальних напрямів пошуково-розвідувальних робіт на різних етапах вивчення й оцінки нафтогазоносності земель Східного регіону увінчалися відкриттям за порівняно короткий проміжок часу 205 родовищ нафти і газу (станом на 1.01 1994 р.)